# Psaume 12 (11)
Le psaume 12 (11 selon la numérotation grecque) est attribué à David.

## Texte
| verset | original hébreu                                                  | traduction française de Louis Segond | Vulgate latine |
| ------ | ---------------------------------------------------------------- | --- | --- |
| 1      | לַמְנַצֵּחַ עַל-הַשְּׁמִינִית, מִזְמוֹר לְדָוִד                                     | [Au chef des chantres. Sur la harpe à huit cordes. Psaume de David.]                                                                                           | [In finem pro octava psalmus David]                                                                               |
| 2      | הוֹשִׁיעָה יְהוָה, כִּי-גָמַר חָסִיד: כִּי-פַסּוּ אֱמוּנִים, מִבְּנֵי אָדָם                | Sauve, Éternel ! car les hommes pieux s’en vont, les fidèles disparaissent parmi les fils de l’homme.                                                          | Salvum me fac Domine quoniam defecit sanctus quoniam deminutae sunt veritates a filiis hominum                    |
| 3      | שָׁוְא, יְדַבְּרוּ--אִישׁ אֶת-רֵעֵהוּ: שְׂפַת חֲלָקוֹת--בְּלֵב וָלֵב יְדַבֵּרוּ                | On se dit des faussetés les uns aux autres, on a sur les lèvres des choses flatteuses, on parle avec un cœur double.                                           | Vana locuti sunt unusquisque ad proximum suum labia dolosa in corde et corde locuti sunt                          |
| 4      | יַכְרֵת יְהוָה, כָּל-שִׂפְתֵי חֲלָקוֹת-- לָשׁוֹן, מְדַבֶּרֶת גְּדֹלוֹת                     | Que l’Éternel extermine toutes les lèvres flatteuses, la langue qui discourt avec arrogance,                                                                   | Disperdat Dominus universa labia dolosa linguam magniloquam                                                       |
| 5      | אֲשֶׁר אָמְרוּ, לִלְשֹׁנֵנוּ נַגְבִּיר--שְׂפָתֵינוּ אִתָּנוּ: מִי אָדוֹן לָנוּ                 | Ceux qui disent : Nous sommes puissants par notre langue, nous avons nos lèvres avec nous ; qui serait notre maître ?                                          | Qui dixerunt linguam nostram magnificabimus labia nostra a nobis sunt quis noster dominus est                     |
| 6      | מִשֹּׁד עֲנִיִּים, מֵאֶנְקַת אֶבְיוֹנִים:עַתָּה אָקוּם, יֹאמַר יְהוָה; אָשִׁית בְּיֵשַׁע, יָפִיחַ לוֹ | Parce que les malheureux sont opprimés et que les pauvres gémissent, maintenant, dit l’Éternel, je me lève, j’apporte le salut à ceux contre qui l’on souffle. | Propter miseriam inopum et gemitum pauperum nunc exsurgam dicit Dominus ponam in salutari fiducialiter agam in eo |
| 7      | אִמְרוֹת יְהוָה, אֲמָרוֹת טְהֹרוֹת:כֶּסֶף צָרוּף, בַּעֲלִיל לָאָרֶץ; מְזֻקָּק, שִׁבְעָתָיִם       | Les paroles de l’Éternel sont des paroles pures, un argent éprouvé sur terre au creuset, et sept fois épuré.                                                   | Eloquia Domini eloquia casta argentum igne examinatum probatum terrae purgatum septuplum                          |
| 8      | אַתָּה-יְהוָה תִּשְׁמְרֵם; תִּצְּרֶנּוּ, מִן-הַדּוֹר זוּ לְעוֹלָם                          | Toi, Éternel ! tu les garderas, tu les préserveras de cette race à jamais.                                                                                     | Tu Domine servabis nos et custodies nos a generatione hac et in aeternum                                          |
| 9      | סָבִיב, רְשָׁעִים יִתְהַלָּכוּן; כְּרֻם זֻלּוּת, לִבְנֵי אָדָם                          | Les méchants se promènent de toutes parts, quand la bassesse règne parmi les fils de l’homme.                                                                  | In circuitu impii ambulant secundum altitudinem tuam multiplicasti filios hominum                                 |

## Usages liturgiques

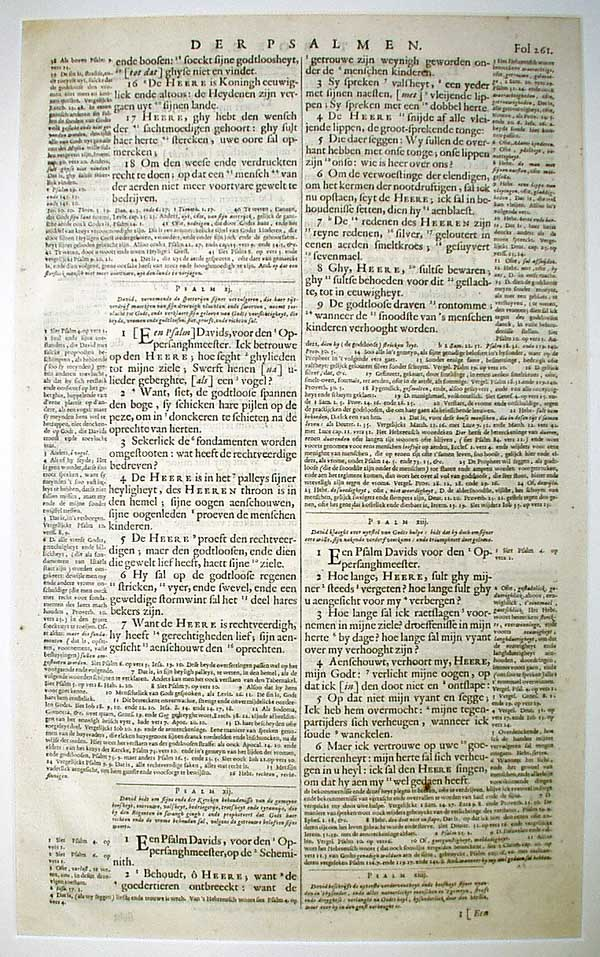
Psaumes 11 et 12 dans une édition biblique savante du XVIIe siècle.

### Dans le judaïsme
Le psaume 12 est récité pour Shmini Atzeret et à la fête de Brit Milah.

### Dans le christianisme

#### Chez les catholiques
D'après la règle de saint Benoît fixée vers 530, les premiers psaumes jusqu'au psaume 20 (19) étaient essentiellement réservés aux offices de prime. Ce psaume 11 selon lui était donc récité ou chanté lors de prime du mercredi. Un certain nombre de monastères respectent encore cette tradition.
Dans la liturgie des Heures, le psaume 12 est actuellement récité le mardi de la première semaine à l’office du milieu du jour.

## Mise en musique
Marc-Antoine Charpentier compose vers 1685 un "Usquequo Domine" H.196, pour 4 voix, flûte à bec, flûtes, et basse continue.